# Kegnæs
Kegnæs er en halvø på 17 kvadratkilometer med ca. 582 (2015) indbyggere. Den lavt beliggende frugtbare morænehalvø med enkelte mindre skove, er forbundet med det sydlige Als via landtangen Drejet. Kegnæs var indtil 1970 en selvstændig kommune, hvorefter den blev indlemmet i Sydals Kommune og fra 2007 blev den en del af den nye Sønderborg Kommune. Kegnæs er overvejende præget af større landbrug og små husgrupperinger. Kun Sønderby, Vesterby og Østerby kan betegnes som landsbyer.

## Historie
Det lokalhistoriske arkiv, Nørrelandevej 59, blev oprettet 1978 og Lokalhistorisk forening for Kegnæs sogn 1981.
I Sten- og Bronzealderen var Kegnæs tæt befolket, men i de næste 1.500 år har det formodentlig været et ubeboet skovdistrikt, der fra 1373 blev forvaltet af Kegnæsgård som ligger ved Skovby på Als i nærheden af Drejet.
Ved parkeringspladsen nord for Kegnæs Fyr ligger voldanlægget “Kegborg” fra omkring 1160. Det blev bygget til forsvar mod Venderne og har været omgivet af volde og dobbelte grave, af hvilke der endnu ses tydelige spor.
I 16. århundrede blev skovene på grund af intensiv svineavl delvis ødelagt I begyndelsen af det 17. århundrede besluttede hertug Hans den yngre af Sønderborg, at halvøens skovarealer delvis skulle ryddes for at give plads til landbrug og beboelse. De første beboere bestod af folk som var blevet tvangsflyttet fordi de skyldte hertugen penge.
Ved delingen af Hertug Hans den yngres besiddelser i 1622 forblev Kegnæs under Stamhuset Sønderborg. Efter at dette gik konkurs 1667 kom halvøen under Kongehuset og senere under den første hertug af Augustenborg, Ernst Günther (1609-89), sønnesøn af hertug Hans den Yngre af Sønderborg (1545-1622).
1765 og 1766 blev markerne udskiftet og fik derigennem den nutidige markstruktur med spredte gårde i forskellige størrelser.
Det første fyr på Kegnæshøj bygget i 1845 og bestod af et tårn sammenbygget med fyrmesterboligen. 1864 blev fyret i forbindelse med tabet af Sønderjylland overtaget af de tyske myndigheder.
Den 29. Juni 1864 kl. 2 om morgenen sætter 2.500 preussiske soldater med 600 både i første angrebsbølge over Als Sund mellem Sottrupskov og Sandbjerg Gods. De danske styrker på Kærhalvøen tager straks kampen op, men forsvaret af Als er for dårligt organiseret. De preussiske tropper trævler i løbet af morgenen det danske forsvar op, og kl. 5.30 opgiver danskerne forsvaret af øen og trækker sig under stadig kamp tilbage til halvøen Kegnæs. Herfra udskibes tropperne i løbet af de næste dage, og den 1. Juli forlader den sidste danske soldat Als. Den danske hærs tab (døde, sårede og fangne) i forbindelse med kampen på Als blev på i alt 3.148 mand, men de tilsvarende preussiske tab beløb sig til 372 og Kegnæs blev som det øvrige Sønderjylland samme år indlemmet i Preussen.
Stormfloden den 13. november 1872 blev store dele af Kegnæs oversvømmet og mange marker og huse blev ødelagt eller beskadiget.

## Undervisning
Kegnæs Friskole oprettet 2003 i den tidligere folkeskole er en Grundtvig-Koldsk friskole med ca. 80 elever fra 0 til 9. årgang. Eleverne går ikke i klasser, men arbejder i aldersintegrerede grupper. Hver elev har dagligt en ansvarsopgave som f.eks rengøring. 8. klasse fungerer en gang i ugen som hjælpende venner for ældre på Kegnæs, ligesom 9. klasse yder lektiehjælp til de andre elever.

## Stednavne på Kegnæs
Bredsten, Damkobbel, Flejmosen, Grønmark, Hagensig, Hjortholm, Holmkobbel, Kegnæs Færge, Kegnæs Høj, Kongshoved, Nygård, Nymark, Sadbjerg, Oddermosen, Skoven, Strandgården, Sønderkobbel, Søndermarken, Sønderby, Torsthoved, Vesterkobbel, Vesterby, Vestermark, Vestertoften, Østerby,

## Turisme
Det 18 m høje Kegnæs Fyr ved Drejet er åbent for gæster fra maj til september.
Sankt Johannes Kirke i Sønderby er kendt for sit timeglas på prædikestolen, der viser gudstjenestens tidsforløb og at kirketjeneren under den første salme går rundt med en “klinkpung”, monteret på et langt skaft og med en lille klokke og samler penge ind til et velgørende formål.
Vestermark, Østerby og Sønderby har gode børnevenlige sand-badestrande og sommerhus-kolonier.
Drejet, "Æ Drej" eller Kegnæs Drej, er en naturlig dæmning eller smal landtange som med landevej 427 forbinder det sydlige Als med halvøen Kegnæs. På tangens østside ud mod Lillebælt er der en god sandstrand. Mod vest ligger Lillehav som er farvandet mellem Kegnæs og Als.
Der er 4 campingpladser, 3 butikker med brugskunst og flere feriecentre bl.a. i Østerby. Kegnæs er kendt for at have gode fiskepladser ved Drejet og Kegnæs Ende. I Lillehav er der gode muligheder for lystfiskeri og observation af havfugle.
Farvandene omkring Kegnæs er velegnet til vandsport og sejlads. Der er gode betingelser for surfing på sydkysten af halvøen, og for nybegyndere er Lillehav vest for Drejet en mulighed.

### Kirke
Kirken i romansk stil Sankt Johannes Kirke eller Kegnæs Kirke i Sønderby blev opført i 1615 af hertug Hans den yngre af Sønderborg. Grundstenen blev nedlagt 24. juni, sankthans, og kirken er derfor opkaldt efter Johannes Døberen. Kirkens hvidkalkede mure er opført af munkesten Kirkebygningen består af kor og skib med tårn i vest. Taget er røde tegltagsten. Der er overalt bjælkelofter. I tårn og skib sikkert de oprindelige, medens loftet i koret er fornyet ved senere restaureringer. Kor og Tårnbue er runde. En del af kirkens inventar stammer fra den efter reformationen forsvundne Sct. Nicolaj Kirke i Sønderborg.

### Fyrtårn
Kegnæs Fyr er et 18 meter højt fyr, opført 1894 på Kegnæshøj ved Drejet. Anlægget består af det murede runde tårn med bolig og et ældre beboelseshus, som fyret oprindeligt var en del af. Fyrtårnet var i mange år hvidkalket, men står i dag i en lys gul farve. Fyret er et vinkelfyr og kan ses i 10-14 sømils afstand. 1973 og 1995 blev fyret restaureret og malet. Der er i sommerhalvåret adgang til fyret .